# Lista de prêmios e indicações recebidos por Sharon Stone
Esta é uma lista completa das nomeações e prêmios recebidos pela atriz norte-americana Sharon Stone.

## Premiações

### Óscar
| Ano  | Categoria    | Filme  | Resultado |
| ---- | ------------ | ------ | --------- |
| 1996 | Melhor Atriz | Casino | Indicado  |

### Globo de Ouro
| Ano  | Categoria                          | Filme          | Resultado |
| ---- | ---------------------------------- | -------------- | --------- |
| 1993 | Melhor Atriz em Drama              | Basic Instinct | Indicado  |
| 1996 | Melhor Atriz em Drama              | Casino         | Venceu    |
| 1999 | Melhor Atriz Coadjuvante em Cinema | The Mighty     | Indicado  |
| 2000 | Melhor Atriz em Comédia ou Musical | The Muse       | Indicado  |

### Emmy Awards
| Ano  | Categoria                                 | Série        | Resultado |
| ---- | ----------------------------------------- | ------------ | --------- |
| 2004 | Melhor Atriz Convidada em Série Dramática | The Practice | Venceu    |